# 조남주
조남주(趙南柱, 1978년 ~ )는 그 당시 대한민국  여성의 불공평한 사회적위치관련 및 공감을 이끌어낸
신여성. 현소설가이다.
이화여자대학교 사회학과를 졸업하고 PD수첩, 불만제로, 생방송 오늘아침 등 시사교양 프로그램 작가로 10년간 일했다.

2011년 장편소설 《귀를 기울이면》으로 제17회 문학동네소설상을 수상하고
2016년 《고마네치를 위하여》로 제2회 황산벌청년문학상을 수상했다.
2015년 9월부터 세 번째 책 《82년생 김지영》을 쓰기 시작해 3개월 만에 탈고해서 출판사에 투고했다.
2017년 오늘의작가상을 수상했다.
2018년 11월 《82년생 김지영》 판매 백만부를 돌파했다.

## 작품
- 《귀를 기울이면》 2011년 12월 ISBN 9788954617147
- 《고마네치를 위하여》 2016년 4월 ISBN 9788956609645
- 《82년생 김지영》 2016년 10월 ISBN 9788937473135
- 《그녀 이름은》 2018년 5월 ISBN 9791130617084
- 《가출 (Run Away)》 2018년 11월 ISBN 9791156623878
- 《사하맨션》 (민음사) 2019년 5월 ISBN 978-89374412-5-7
- 《귤의 맛》 2020년 5월 ISBN 9788954672290

공저
- 《대한민국 페미니스트의 고백 (1997~2017)》 2017년 7월 ISBN 9791196135508
- 《현남 오빠에게》 2017년 11월 ISBN 9791130614779
- 《소설 보다 봄-여름 (2018)》 2018년 8월 ISBN 9788932034652
- 《멜랑콜리 해피엔딩》 2019년 1월 ISBN 9791160261271

## 수상 내역
- 2011년 17회 문학동네소설상 《귀를 기울이면》
- 2016년 2회 황산벌청년문학상 《고마네치를 위하여》
- 2017년 제41회 오늘의 작가상 《82년생 김지영》
- 2017년 올해의 작가상 《82년생 김지영》[6]